# 王鳳文
王鳳文（？—？），陝西西安府咸寧縣人，清朝政治人物。

## 生平
光緒二十一年（1895年）乙未科三甲第七十九名進士。同年五月，著分部學習。